# Maruia
Maruia est une localité de la région de la West Coast, située dans l’île du Sud de la Nouvelle-Zélande.

## Situation
La route dite ‘Shenandoah Highway’, qui est la route State Highway 65 (en) passe à travers la ville de Maruia.
La ville de Murchison est située à 65 km au nord  et le col de Lewis Pass (en) est à 39 km au sud-est. La ville de Reefton est à 63 km à l’ouest par la route.
La rivière Maruia s’écoule au-delà vers l’ouest  , .

## Démographie
La population de Maruia et de ses environs était de 174 habitants selon le recensement de 2006 en Nouvelle-Zélande, en augmentation de 12 personnes par rapport à celui de 2001 .

## Activité économique
La principale activité du secteur est l’élevage laitier.

## Histoire
La communauté célébra les 100 ans de la fondation de la «communauté de la vallée de Maruia » en 2005.
La « vallée de Maruia» inspira le groupe d’action sur l’environnement nommé, la «Maruia Society» (qui a ensuite changé son nom pour «Fondation écologique») et le «Maruia Mail Order Catalogue», organisé par la «New Zealand Nature Company».

## Éducation
- L’école « Maruia School » est une école primaire publique, mixte, allant de l’année 1 à  8, avec un taux de décile de 9 et un effectif de 14 élèves [5] et elle date de 1926[4].